# تمشک قطبی
تمشک قطبی (نام علمی: Rubus arcticus) نام یک گونه از سرده تمشک است.